# La Fuente (Parla)
El barrio de La Fuente es un barrio de la localidad madrileña de Parla situado en el distrito Noroeste de la ciudad.

## Urbanismo
Su antigüedad costa que se empezó a construir sobre 2004, el barrio esta desarrollado con viviendas de tipo urbanización residencial, la mayoría con jardines y algunos cuentan con piscinas, siendo su población a 2012 de unos 3.420 habitantes. Limita con el barrio del Nido y con el barrio del parque Inlasa

### Callejero
El nombre de las calles hace referencia a topónimos de Parla, homenajeando lugares relacionados con su entorno como por ejemplo C/Arijales, C/Sancha barca, C/Fuente Arenosa, C/Fuente Vieja, entre otras. La utilización de dichos nombres forma parte de un proyecto de recuperación del patrimonio del municipio, ya que muchos de ellos desaparecieron. 
Significado de los nombres de las calles
- Nombres de fuentes históricas desaparecidas de Parla: 
  - Fuente Vieja: Se encontraba ubicada en la calle de la Fuente, en la confluencia de la calle Aranjuez.
  - Fuente Nueva: data del año (1623) y se ubicada junto a la Iglesia de Nuestra Señora de la Asunción.
  - Fuente Arenosa.
  - Fuente Larín.
  - La pila (Pila de fuente).

- Nombres del entorno natural de Parla: 
  - La Presa: (fuente natural que se encontraba en el entorno del arroyo Humanejos).
  - Sancha Barca: (Charca estacionaria en el entorno del arroyo Humanejos hacia Griñón).
  - Arijales.
  - Las dehesillas.

- Nombres del entorno urbano rural:
  - El Cebadero: (Era el antiguo y desaparecido cebadero ubicado en Parla, designado la calle donde se encontraba con este nombre).

La creación del barrio fue la primera fase del proyecto memorial de recuperación del patrimonio histórico de Parla, al que le iba a seguir una segunda fase con placas de reconocimiento histórico en los lugares donde se ubicaba patrimonio desaparecidas como las fuentes o edificios y demás importantes de épocas anteriores así como edificios históricos sobrevivientes como son la iglesia vieja, la ermita, la casa de Bartolomé Hurtado, las antiguas escuelas entre otros, que incluirán información de su construcción, servicios y demás datos así como placas de reconocimiento de hechos históricos, pero finalmente el proyecto se paralizó.

### Parques urbanos
Cuenta con zonas ajardinadas y destaca el gran parque lineal denominado como Parque de la Fuente.